# Aleuritopteris
Aleuritopteris är ett släkte av kantbräkenväxter. Aleuritopteris ingår i familjen Pteridaceae.

## Dottertaxa tillAleuritopteris, i alfabetisk ordning[1]
- Aleuritopteris aethiopica
- Aleuritopteris agetae
- Aleuritopteris albofusca
- Aleuritopteris albomarginata
- Aleuritopteris anceps
- Aleuritopteris argentea
- Aleuritopteris argyrophylla
- Aleuritopteris aurantiaca
- Aleuritopteris bicolor
- Aleuritopteris bullosa
- Aleuritopteris chrysophylla
- Aleuritopteris dealbata
- Aleuritopteris decursiva
- Aleuritopteris dubia
- Aleuritopteris duclouxii
- Aleuritopteris duthiei
- Aleuritopteris ebenipes
- Aleuritopteris farinosa
- Aleuritopteris formosana
- Aleuritopteris fraser-jenkinsii
- Aleuritopteris gigantea
- Aleuritopteris gongshanensis
- Aleuritopteris grevilleoides
- Aleuritopteris grisea
- Aleuritopteris humatoides
- Aleuritopteris krameri
- Aleuritopteris kuhnii
- Aleuritopteris leptolepis
- Aleuritopteris likiangensis
- Aleuritopteris nepalensis
- Aleuritopteris niphobola
- Aleuritopteris pangteyi
- Aleuritopteris papuana
- Aleuritopteris parishii
- Aleuritopteris punethae
- Aleuritopteris pygmaea
- Aleuritopteris rosulata
- Aleuritopteris rufa
- Aleuritopteris scioana
- Aleuritopteris siamensis
- Aleuritopteris sichouensis
- Aleuritopteris speciosa
- Aleuritopteris squamosa
- Aleuritopteris subargentea
- Aleuritopteris subdimorpha
- Aleuritopteris subvillosa
- Aleuritopteris tamburii
- Aleuritopteris thwaitesii
- Aleuritopteris unicolor
- Aleuritopteris wallichiana
- Aleuritopteris vandervekenii
- Aleuritopteris veitchii
- Aleuritopteris welwitschii
- Aleuritopteris vermae
- Aleuritopteris wollenweberi
- Aleuritopteris yalungensis